# 211 هـ
211 هـ هي سنة في التقويم الهجري امتدت مقابلةً في التقويم الميلادي بين سنتي 826 و827.

## وفيات
- عبد الرزاق الصنعاني
- طلق بن غنام